# H
La h (en mayúscula H, nombre hache, plural haches) es la octava letra y la sexta consonante del alfabeto español y del alfabeto latino básico.

## Historia
| O6 · V28 |

| O6 · V28 |

Se cree que el glifo protocananeo representa un «muro». La forma de la letra está relacionada con el jeroglífico de «patio» (probablemente leído ḥasir), mientras que la denominación provendría de ḫayt, nombre reconstruido para el glifo derivado del jeroglífico de «hebra».

## Uso en el español
En español actual, la «h» no se pronuncia (es el único grafema del español que no representa en la actualidad a ningún fonema, es «muda»), menos cuando está en el dígrafo «ch» y en algunas palabras extranjeras, como en el caso de la palabra «hobby» ('afición') un extranjerismo proveniente del inglés. En este caso, su pronunciación es la de una j suave. Hoy en día no tiene sonido en casi ninguna de las lenguas romances, menos el rumano, donde se encuentra más frecuentemente en palabras de procedencia no latina, con algunas excepciones (por ejemplo, vehiculo). Escrita detrás de algunas consonantes (como c y s) puede producir sonidos nuevos.
Otra excepción importante son las palabras que tenían «f» en vez de «h» en el latín vulgar y en español antiguo. En la lengua española preclásica, palabras como «harto», «hablar» y «hermoso» se escribían «farto», «fablar» y «fermoso». Esta /f/ inicial cambió su punto de articulación de labiodental [f] a bilabial [ɸ] y luego a glotal [h]. Los hispanohablantes que siguen la norma atlántica tienden a articular la [h] en palabras como «huir», «heder», «higo». En buena parte de Andalucía, Canarias, Extremadura, Cantabria y en zonas rurales de la ribera caribeña, Cuba y Puerto Rico se mantiene la pronunciación [h] en las palabras señaladas.
En catalán, valenciano, francés e italiano se siguen utilizando las palabras con «f» inicial: P. ej. hacer, fer, faire, fare.

### Reglas para su uso ortográfico
Se escriben con H:
- Todas las formas de los verbos que llevan h en el infinitivo: haber (hubo, habré, habríamos, habrás), hacer (harás, hice, haremos, hizo), hallar (hallarais, hallamos, hallaste, hallaré).
- Las palabras compuestas de vocablos con esa letra: gentilhombre.
- Casi todas las palabras que empiezan por los diptongos ia e ie con la excepción de iatrogénico: hiato, hielo.
- Casi todas las palabras que empiezan por los diptongos ua, ue y ui: huaca, hueco, huidizo, huele. Excepciones: uigur, Uagadugú y los arcaísmos uebos ('necesidad') y ueste ('oeste'). También se exceptúan palabras de procedencia extranjera que se escriben con w: waterpolo.

Algunas palabras que comienzan por hua, por hue o por hui, pueden igualmente escribirse con gua, güe y güi, respectivamente: huaca, huero, huipil, huisquil, escritas también guaca, güero, güipil, güisquil.
- Los provenientes de las palabras que comienzan con hue, a excepción de los siguientes:

- de hueso: osamenta, osario, óseo y osificar;
- de huevo: ovalado, óvalo, ovario, ovíparo, ovoide y óvulo;
- de huérfano: orfanato y orfandad;
- de hueco: oquedad.

Esto se debe a que en los vocablos primitivos hueco, hueso, huevo y huérfano, la h inicial no es originaria, sino que se les ha añadido por comenzar todas ellas con ue. La palabra huevo, debido a que en los inicios de la imprenta se escribía: vevo y daba problemas de comprensión; es el mismo caso que la h de la palabra francesa huit ('ocho').
- Las palabras que comienzan por los siguientes prefijos griegos:

- hecto ('cien'): hectolitro, hectovatio, hectogramo.
- helen- ('griego'): helénico, helenización, helenístico.
- helio ('sol'): heliotropismo, heliograbado, helioterapia.
- hema, hemato y hemo ('sangre'): hematozoario, hemoglobina, hemofilia, hemorragia.
- hemi ('medio', 'mitad'): hemiplejía, hemiedría, hemistiquio.
- hepat- ('hígado'): hepático, hepatitis, hepatología.
- hepta ('siete'): heptacordo, heptaedro, heptasílaba.
- hetero ('otro, desigual, distinto'): heterodoxo, heterosexual, heterogénero.
- hex ('seis'): hexápodo, hexágono, hexámetro.
- hidr- ('agua'): hídrico, hidrofobia, hidrografía, hidroavión.
- hiper ('exceso, superioridad'): hipérbole, hipertensión, hipérbaton.
- hipo ('inferioridad, debajo, también caballo'): hipodermis, hipogeo, hipocampo.
- homo ('el mismo, igual, semejante'): homógrafo, homólogo, homofobia.

- Las palabras que comienzan por los siguientes prefijos latinos:

- host/il- ('extranjero, enemigo'): hostil, hostigar, hostilizar.
- horr- ('del latín horrens, erizado'): horror, horrorizar, horrible.
- hosp- ('huésped'): hospital, hospedar, hospedaje.

Las palabras que cuentan con una h intermedia separan vocales, como por ejemplo: vaho, vehemente, desahucio, sahumerio, almohada, alcohol. A excepción de las palabras compuestas de vocablos, por ejemplo: bienhechor, enhorabuena, algunas que inicien con los prefijos ad, des, ex, in, por ejemplo: deshacer, exhaustiva, inhábilo, adherir, adhesivo.
Tampoco lo están una gran cantidad de palabras con h inicial: híbrido, hebilla, hacinar, huraño.
La siguiente regla nemotécnica no ha sido explicitada por la Real Academia Española, sino descubierta por profesores o alumnos de español acostumbrados a revisar diccionarios. 
- Las palabras que comienzan por hum, salvo umbela, umbelífero, umbilicado, umbilical, umbra, umbráculo, umbral, umbralado  y umbrío: humano, humor, humildad.

## Uso en el italiano
En italiano, al igual que en español, la letra h no tiene en general ningún valor fonológico, sino que se trata de un grafema diacrítico. Los usos principales y más comunes son:
- En el verbo «avere» ('haber') distingue algunas voces verbales del presente del indicativo, de otras palabras de uso frecuente (h etimológica):
  - ho (1.ª persona singular) → o ('o', conjunción)
  - hai (2.ª persona singular) → ai ('a los', preposición)
  - ha (3.ª persona singular) → a ('a', preposición)
  - hanno (3.ª persona plural) → anno ('año')

- Caracteriza frecuentemente muchas interjecciones breves, cuando se trata de un problema de confusión con otras palabras (ah, oh, eh, ehm, etc.), pero también en casos en que no haya confusión (toh, beh). En muchos casos la presencia de la h sirve gráficamente para reforzar la naturaleza interjectiva de la palabra, que también se puede enfatizar mediante otros medios como el signo de admiración (!) o los puntos suspensivos (…).
 Como regla general y para evitar confusión con la conjugación del verbo «avere» y en caso de indecisión, vale siempre la norma que la h debe aparecer inmediatamente después del final de la primera sílaba: ahí!, ohibò!, etc.
 En algunos casos, en especial en las interjecciones como ah, eh, ehm, etc. la letra h puede a veces adquirir valores fonológicos autónomos, pero solo en casos excepcionales y como realizaciones facultativas; en tal caso la h puede corresponder a una fricativa glotal. Junto a la pronunciación usual de ah, eh, ehm y similares ([a], [ɛ] o [e], [ɛm], es posible oír ocasionalmente: [ha], [hɛ], [he], [hɛm], etc.[3]

- En los dígrafos ch y gh sirve para indicar la pronunciación "dura" de las letra c y g ante las vocales e e i.

- También se utiliza, tradicionalmente, en las grafías de unos pocos topónimos de localidades italianas: por ejemplo Rho, Roghudi, Santhià, Thiene, Thiesi, Vho.

## Uso en otros idiomas
En francés casi siempre es muda como en español e italiano, aunque en algunos casos toma el valor de una aspiración sobre todo en los vocablos de origen evidentemente germánicos. Sin embargo, «ch» se pronuncia /ʃ/ (como «sh» en inglés) y «ph» se pronuncia /f/. En idioma inglés y la mayor parte de los idiomas germánicos el grafema H/h representa la fricativa glotal sorda, un sonido aspirado en muchos casos muy cercano al de la «j» española; tanto en inglés como en francés la «h», junto a una «k»: kh toma un valor equivalente al de la «j» española, aunque muchas veces el grafema es leído simplemente /k/, por la ausencia de sonido de la «h» en francés y en algunas palabras inglesas. En portugués el grafema «h» tras una «n» equivale al sonido de una «ñ» española, a veces pasa lo mismo si acompaña a una «l» (p. ej., lh) donde puede equivaler a una ll española.
En la mayoría de los idiomas semíticos el signo que en alfabeto románico translitera la «h» o «ḥ» es sonoro y equivale a una notoria aspiración, en otros casos representa la consonante oclusiva glotal (glottal stop).

## Unicode
Esta letra se representar con los siguientes caracteres Unicode:
| Carácter      | H                      | H                      | h                    | h                    |
| ------------- | ---------------------- | ---------------------- | -------------------- | -------------------- |
| Unicode       | LATIN CAPITAL LETTER H | LATIN CAPITAL LETTER H | LATIN SMALL LETTER H | LATIN SMALL LETTER H |
| Codificación  | decimal                | hex                    | decimal              | hex                  |
| Unicode       | 72                     | U+0048                 | 104                  | U+0068               |
| UTF-8         | 72                     | 48                     | 104                  | 68                   |
| Ref. numérica | &#72;                  | &#x48;                 | &#104;               | &#x68;               |

## Representaciones alternativas
En alfabeto fonético aeronáutico y en el militar se le asigna la palabra Hotel.
En código Morse es:  ···· 

Banderas de señales
Alfabeto semáforo
Signografía Braille (español)
Alfabeto manual